# Ljubke lažnivke (TV-serija)
Ljubke lažnivke je ameriška najstniška drama. Serija je na bazi knjig ki jih je napisala Sarah Shepard. Serija je prišla na televitijske zaslone 6. junija 2010 na ABC Family.

## Opis
Postavljena je v izmišljenemu mestu Rosewood, Pennsylvania, serija sledi življenju Spencer Hastings, Hanna Marin, Emily Fields in Aria Montgomery, ki so štiri dekleta, katerih klika razpade po odhodu njihoveg glavne prijateljice, Alison DiLaurentis . Eno leto kasneje so začele prejemati sporočila od skrivnostnega lika , ki uporablja ime "A", ki grozi, da bo izpostavil njihove skrivnosti. Na začetku, mislijo, da je Alison "A", ampak ko so našeli njeno truplo, se dekleta zavedajo, da nekdo drug pozna njihove skrivnosti, med drugim tudi tiste dolgo skrite katere so mislile,da jih samo Alison ve. "A" je zalezoval tudi Alison in dekleta še naprej želijo odkriti več in več informacij o "A" in Alisoninem izginotju, vse pa tvegajo svoja življenja.

## Glavni liki
- Sasha Pieterse igra Alison DiLaurentis nekdanjo "Cool Punco" njene klike in bila je najbolj priljubljeno dekle na šoli pred njenim izginotjem in smrtjo. Čeprav je poskrbela za prijatelje, je uživala v tem, da je uporabila njihove najgloblje skrivnosti, da jih ima lahko v skladu. Alison je bila šarmantna  in manipulativna in znala je poiskati načine za izsiljevanje vseh, in veliko ljudi jo je zato sovražilo. Eno leto pred začetkom serije je izginila, po kateri se je pokazalo njeno truplo. Serja govori o njenem umoru ter ugotavljanju kdo jo je umoril. Proti koncu tretje sezone, se je pokazala in sicer tako, da je morda živa. Predstavila se je  kot "rdeči plašč", vodja "A" skupine. V Season 4, se je pokazalo, da je to pravzaprav bila njena prijteljica CeCe , vendar obstaja še en Red Coat, "dober" tisti, ki se zdi, da je  pomagal lažnivkam. Ona je ponaredila svojo smrt, in ne more priti nazaj, ker ji nekdo grozi.

- Lucy Hale igra Aria Montgomery je umetniška in alternativna punca v Alisoni skupini.Pred njenim izognitjem je Aria imela rjave lase z roza konicami.In od vseh Lažnivk je bila ona najbolj čudna. Po Aliinem izognitjo je s starši šla na Islandijo za eno leto in se nazaj vrnila brez roza konic in bolj samostojna.Kasneje spozna svojega bodočega učitelja angleščine v baru in se z njim začne sestajati.Opisana je kot skrbujoča prijateljica.

- Troian Bellisario igra Spencer Hastings je ekstremno inteligentna, presežna in zelo zdrava.Po navadi se ukvarja z veliko službami kot so prostovoljsto,je v ekipi hokejistov in po šoli je v klubih.Je zelo prepričana vase. In se je sposobna zoperstaviti Alison ko se druga dekleta tega niso upala.Družinsko življenje je za Spencer lahko zelo težko. Njeni starši so večinoma vedno zaposleni da bi bili z njo in po navadi se ne razume z njeno starejšo sestro Melliso.

- Shay Mitchell igra Emily Fields je "zabavna" skupine z močnim talentom plavanja, ki ji omogoča, da je zvezda Rosewoodove plavalne ekipe. Od deklet Emily lahko opišemo kot skrbno, sladko in zvesto. Emily skrbi toliko o njenih prijateljev, da jih poskuša ohraniti varne. Ona je edini otrok in je za starše vse . Čeprav je Emily je šla skozi mnoge težave (kot je smrti svojega nekdanjega deklta Maye St Germain) je še vedno močna in vedno pride na vrh

- Ashley Benson igra Hanna Marin je nekoč pred Alisoninim izognitjem bila preveč debela. Kljub temu, da je najslajša , je bila ves čas posmehovana od  Alison zaradi prekomerne telesne teže . Po Alisonini pogrešanosti, se je Hanna spoprijatelila z Mono in izgubila težo, postala je vitka in popularna prek poletja .Novopečena matica, Hanna, je zmagala naslov  kraljice na maturantskem plesu, ampak še vedno jo "A" nenehno opozarja o njenih dneh ko je bila debela.

- Janel Parrish igra Mona Vanderwaal globoko, v sebi Mona ne bo nikoli pozabila, kako jo je Alison zbadala; kot na primer piflarko outsiderko. Ironično se je Mona začela obnašati kot Alison in zasedla njeno mesto kot"Cool Girl". Sedaj je začela zbatati Lucasa čeprav je nekoč bila prijazna do njega. Mona je zelo samozavesten človek. Zaradi ustrahovanja in zavrnitev se je soočila, ko je bila Alison okoli, Moni se je razvil kompleks s katerim ni zadovoljna v življenju.

## Produkcija
To Bo Dodano
1. ↑  fernsehserien.de
2. ↑  “Pretty Little Liars” Stands as ABC Family’s No. 1 Series Launch on Record Across Target Demos // TV by the Numbers — 2010.